# Pretestato di Rouen
Pretestato (... – Rouen, 25 febbraio 586) è stato un arcivescovo franco, arcivescovo di Rouen dal 549: è venerato come santo e martire dalla Chiesa cattolica.

## Biografia
Pretestato fu eletto vescovo della città di Rouen nel 549. Denunciò pubblicamente i crimini della regina Fredegonda: aveva istigato Chilperico I, di cui era la favorita, a far uccidere le prime due mogli, Audovera e Galsuinda, per poi sposarlo; aveva poi fatto uccidere suo cognato Sigeberto I, che stava per conquistare il regno di suo marito.
Celebrò anche il matrimonio di Brunechilde, vedova di Sigeberto, con Meroveo, figlio di primo letto di Chilperico I, compromettendo i piani di Fredegonda di far ereditare la corona di Neustria da suo figlio Clotario II.
Per questi motivi, Chilperico e Fredegonda convocarono nel 577 un concilio a Parigi per deporlo e, nonostante la difesa del suo grande amico Gregorio di Tours, Pretestato fu costretto dal re ad ammettere pubblicamente che le false accuse contro di lui erano vere, e che aveva partecipato alla congiura di Meroveo che voleva impadronirsi del trono. Fu quindi esiliato sull'isola di Jersey. Nel 584, morto Chilperico I, un nuovo concilio convocato da Gontrano a Mâcon riabilitò Pretestato e lo reintegrò come vescovo di Rouen.
Il vescovo continuò a condannare apertamente Fredegonda per i suoi crimini. Esasperata, la regina lo fece assassinare nella cattedrale di Rouen mentre si preparava a celebrare la messa: questo avvenne il 25 febbraio 586 o, secondo altre fonti, il 14 aprile dello stesso anno, domenica delle palme.
È ascritto al Martirologio Romano al giorno 14 aprile.

## Fonti
- Gregorius Turonensis, Historia Francorum, v.18, vii.16.